# Спектор, Григорий Владимирович
Григорий Владимирович Спектор (19 января 1926, Тифлис — 17 февраля 2025, Москва) — советский и российский музыкальный и театральный критик, драматург, публицист, режиссёр, педагог ГИТИСа, обозреватель журнала «Музыкальная жизнь» (Москва). Заслуженный деятель искусств Российской Федерации (1996). Заслуженный деятель искусств Чувашской АССР (1986).

## Биография
Родился 19 января 1926 года в Тифлисе Грузинской ССР. Его юность и театральное становление пришлись на годы Великой Отечественной войны. Когда ему исполнилось 17 лет, и пришло время идти в армию, его взяли музыкантом на скрипке в ансамбль погранвойск Грузии. Тогда же с началом войны в Тбилиси были эвакуированы многие артисты из самых разных городов СССР.
Окончил режиссёрский факультет ГИТИСа (1950, курс Марии Кнебель). 1950—1951 — режиссёр Тбилисского русского драматического театра.
В 1951—1956 годах — режиссёр, затем — главный режиссёр Краснодарского театра оперетты, где поставил более 15 спектаклей. В 1956—1959 годах — режиссёр Московского театра им. М. Н. Ермоловой. В 1959 году основал Томский (ныне — Северский) музыкально-драматический театр, до 1964 года — главный режиссёр. 1964—1965 — режиссёр Петрозаводского музыкального театра, 1965—1968 — Московского театра оперетты. В 1968—1972 годах — главный режиссёр Московского областного театра оперетты, в 1972 году — организатор и главный режиссёр Ташкентского русского театра оперетты. Режиссёр Московского государственного камерного музыкального театра п/р Б. Покровского (1973—1982, 1991—2006), Томского театра оперетты (1989—1991). В 1982—1989 годах — главный режиссёр Чувашского государственного музыкального театра.
С 1994 года — музыкальный обозреватель журнала «Музыкальная жизнь», газет «Культура», «Вечерняя Москва», автор статей в периодической печати (журналы «Театр», «Советская музыка», «Музыкальная академия», «Культпоход», «Оперетта-Land» и другие).
С 2007 года преподавал режиссуру на музыкальном факультете ГИТИСа. Последний урок провёл в декабре 2024 года.
Скончался 17 февраля 2025 года в Москве в возрасте 99 лет. Прощание с Григорием Спектором прошло 19 февраля в учебном театре ГИТИСа.

### Семья
Сын — Александр (псевдоним Мещеряков) (1955, Тбилиси — 2019, Москва), правовед. Кандидат юридических наук (1986). Один из инициаторов разработки теории административной деликтологии. Активный пропагандист кооперации в советской прессе в конце 1980-х гг. В 1991—1993 годах — консультант Верховного Совета РСФСР. С 1995 года — эксперт Администрации президента РФ.
Дочь — Екатерина Григорьевна Павленко (род. 1965, Москва), юрист
Внуки — Никита Максимович Павленко (род. 1985, Москва); Даниэль Максимович Павленко (род. 1995, Москва); Игорь Александрович Мещеряков (род. 1994, Москва); Елизавета Александровна Спектор (род. 2003, Москва)

## Творчество
Г. В. Спектор поставил свыше 110 драматических и оперных спектаклей. Он является автором русского текста оперетт «Мишка-аристократ» И. Кемени, «Ночь с ревизором» Д. Ранки (совм. с Ю. А. Шишмониным), либретто детских мюзиклов, пьесы «Желтая кофта» (на муз. Ф. Легара; Саратовский театр оперетты, 1996) и других. Автор и режиссёр (в рамках Москонцерта) лекций-концертов о творчестве известных композиторов (К. Караев, С. С. Прокофьев, И. С. Бах и другие).

### Театральные работы
- «За горизонтом» И. Гайденко (1950)
- «Роза ветров» Б. Ф. Мокроусова (1954)
- «Фраскита» Ф. Легара (1957)
- «У нас на Кубани» М. Н. Киракозова (1954)
- «Всадник без головы» по Майн Риду (1957)
- «Дикари» С. В. Михалкова (1958, впервые)
- Иркутская история
- Барабанщица
- «Мадемуазель Нитуш» Ф. Эрве (1962)
- «Гамлет» У. Шекспира (1963)
- «Интервенция» Л. И. Славина (1964)
- «Близнецы» Ф. Шуберта (1974)
- «Настоящий аристократ» В. Сирмаи (1975)
- «Соль» Н. В. Богословского (по рассказу И. Э. Бабеля, 1981)
- «Виолинка» А. В. Кулыгина (1982)
- «Весёлая вдова» Ф. Легара (1983)
- «Иоланта» П. И. Чайковского (1983)
- «Чакка» А. Г. Васильева (1984)
- «В бурю» Т. Н. Хренникова (1986)
- «Бедный матрос» Д. Мийо (1988)
- «Любовь и переполох» Г. С. Максимова (1989)
- «Королева чардаша» И. Кальмана (1989)
- «Как вернуть мужа» В. Ильина, В. Лукашова (1989)
- «Ресторан мадам Дювалье» М. Самойлова (1990)
- «Бабий бунт» Е. Н. Птичкина (1992)
- «Чёртова невеста» Е. Н. Птичкина (1994)
- «Холопка» Н. М. Стрельникова (Познань, Будапешт)